# Lilangeni
El lilangeni (mot swazi, plural emalangeni) és la unitat monetària de Swazilàndia. El codi ISO 4217 és SZL i s'utilitzen les abreviacions L i E, aquesta darrera derivada del plural swazi de la moneda. Se subdivideix en 100 cents o cèntims. El nom de la moneda prové del swazi langeni, "diner", amb el prefix de substantiu singular li-.
El lilangeni es va introduir el 1974 en substitució del rand sud-africà a un tipus de canvi paritari (1 lilangeni = 1 rand). Actualment totes dues monedes pertanyen a l'Àrea Monetària Comuna juntament amb el loti de Lesotho i el rand encara té valor legal dins de Swazilàndia.
Emès pel Banc Central de Swazilàndia (en swazi Umntsholi Wemaswati, en anglès Central Bank of Swaziland), en circulen monedes d'1, 2, 5, 10, 20, 50 i 100 cents, d'1 lilangeni i de 2 i 5 emalangeni, i bitllets de 10, 20, 50, 100 i 200 emalangeni.

## Taxes de canvi
- 1 EUR = 7,69599 SZL (5 de maig del 2006)
- 1 USD = 6,04720 SZL (5 de maig del 2006)